# ZEP – Zeitschrift für internationale Bildungsforschung und Entwicklungspädagogik
Die ZEP – Zeitschrift für internationale Bildungsforschung und Entwicklungspädagogik ist eine erziehungswissenschaftliche Zeitschrift, die erstmals 1978 herausgegeben wurde und viermal jährlich erscheint. Sie wird von der Gesellschaft für interkulturelle Bildungsforschung und Entwicklungspädagogik e. V. und KommEnt herausgegeben. Die Geschäftsführung hat Caroline Rau mit Sitz an der Otto-Friedrich-Universität Bamberg/Lehrstuhl für Allgemeine Pädagogik inne. Die Schriftenleitung wird von Annette Scheunpflug geführt.

## Inhalte und Ziele
In den vierteljährlich erscheinenden Themenheften der ZEP kommen Wissenschaftler zu Wort, die sich in empirischen und systematischen Arbeiten mit den Herausforderungen der Globalisierung für die Bildung, dem Globalen Lernen bzw. der Entwicklungspädagogik sowie mit den Herausforderungen beschäftigen, die sich aus der Entwicklungszusammenarbeit im Bildungssektor ergeben. In den Themenheften werden unter klaren Fragestellungen komplexe theoretische Zusammenhänge aufgegriffen und erläutert. Ebenso werden Erfahrungen und Problemstellungen aus der Praxis so angesprochen, dass sie wichtige Anstöße für die wissenschaftliche Diskussion rückvermitteln.
Ziel der Zeitschrift ist es, (welt-)gesellschaftliche Entwicklungen als Herausforderung für die Pädagogik zu reflektieren. Zielgruppe der Zeitschrift sind in diesem Feld arbeitende Erziehungswissenschaftler sowie Kollegen aus benachbarten Disziplinen wie dem Bereich Globales Lernen und in der Entwicklungszusammenarbeit sowie Multiplikatoren des Globalen Lernens im Bereich der Schule.

## Geschichte
Erstmals erschien die ZEP im Jahr 1978, zunächst im Selbstverlag. Nachdem der Arbeitskreis Dritte Welt Ende 1979 aus personellen Gründen die Herausgeberschaft zurückzog und Alfred K. Treml die persönliche Herausgeberschaft übernahm, wurde sie in Folge vom Haag und Herchen Verlag Frankfurt, vom Stattwerke Verlag Essen (1983–1985) sowie nach einer kurzen Phase im Selbstverlag vom Wochenschau-Verlag Schwalbach verlegt. Nachdem dieser den Vertrieb 1989 aus finanziellen Gründen einstellte, gründeten der ZEP verbundene Leser und Mitarbeiter den Verlag Schöppe und Schwarzenbart, in welchem die ZEP seit 1990 erschien.
Seit 1993 wurde die ZEP das Mitteilungsorgan der Kommission „Bildungsforschung mit der Dritten Welt“ in der Deutschen Gesellschaft für Erziehungswissenschaft (DGfE). Die Veränderung des Namens der Zeitschrift mit der Hereinnahme des Schwerpunkts Internationale Bildungsforschung wird der Arbeit dieser Kommission gerecht, die beide Aspekte – Bildungsarbeit in der Dritten Welt und Bildungsarbeit in der Bundesrepublik – vertritt. 2005 fusionierte die Kommission der DGfE mit der Kommission „Vergleichende Erziehungswissenschaft“. Seitdem ist die ZEP das Mitteilungsorgan der Kommissionen „Vergleichende und Internationale Erziehungswissenschaft“.
Ab 1994 wurde die ZEP vom Verlag für Interkulturelle Kommunikation in Frankfurt verlegt. Es kam zur Einrichtung einer ständigen Rubrik mit Nachrichten aus dem Bildungsbereich von VENRO. 1999 wurde die Rubrik „VENRO“ eingeführt, in welcher über entwicklungspädagogische Aktivitäten des VENRO und seiner Mitgliedsorganisationen berichtet wird.
Im Jahr 2005 begann die ZEP-Redaktion eine Kooperation mit dem britischen Development Education Journal, bis dieses im Jahr 2008 eingestellt wurde. Gleichzeitig entstand eine neue internationale Zeitschrift für Entwicklungspädagogik.
Im August 2008 wechselte die ZEP-Herausgeberschaft zu dem internationalen Wissenschaftsverlag Waxmann.

## Förderung und Kooperation
Förderung erfährt die Zeitschrift durch den Evangelischen Entwicklungsdienst (Ausschuss für entwicklungsbezogene Bildung und Publizistik) in Bonn.
Die ZEP kooperiert mit den DGfE-Kommissionen Vergleichende und Internationale Erziehungswissenschaft VIE und Bildung für Nachhaltige Entwicklung BNE. Der Redaktion gehören Mitglieder der Kommissionen an, zudem werden in einer eigenen Rubrik regelmäßig Nachrichten aus den Kommissionen publiziert.